# Daniel Mendoza Arévalo
Daniel Isaac Mendoza Arévalo (Bahía de Caráquez, 30 de noviembre de 1986) es un delincuente y expolítico ecuatoriano, que fungía como asambleísta del norte de la provincia de Manabí, cargo desde el cual fue un destacado miembro de la bancada de los aliados de Alianza País (PAÍS) durante el gobierno de Lenín Moreno, posición en la que se mantuvo hasta su renuncia mientras se encontraba bajo prisión preventiva por su participación en los actos de corrupción durante la pandemia de coronavirus en 2020.

## Biografía
Nacido el 30 de noviembre de 1986 en la ciudad manabita de Bahía de Caráquez. Fue estudiante de la Universidad Católica de Santiago de Guayaquil donde estudio de Ingeniería en Comercio y Finanzas Internacionales Bilingüe a la vez que inició política como parte del Movimiento Fuerza por el Cambio hacia la Excelencia (Fuerza CEU) llegando a la presidencia de la asociación estudiantil de la Facultad de Especialidades Empresariales.

### Asambleísta
Llegó a la política nacional desde el Movimiento Unidad Primero (MPUP) de Mariano Zambrano, que lo puso como asambleísta alterno de Lídice Larrea en las elecciones de 2013 por la coalición de su movimiento por Alianza País (AP). En 2016, asumió como legislador titular cuando Larrea fue nombrada Ministra de Inclusión Económica y Social el 4 de mayo, el año siguiente ganó dicho cargo en las elecciones legislativas.
Durante el tercer período legislativo, llegó a ser coordinador de la bancada AP-Aliados, hasta su renuncia el 6 de febrero de 2020, siendo en varias ocasiones el portavoz de las decisiones de este grupo y estando dentro de los asambleístas alineados al gobierno de Lenín Moreno siendo parte de los que apoyaron la destitución de Jorge Glas y otros juicios políticos junto con reformas y medidas económicas patrocinadas por el gobierno. Su popularidad lo llevaría a ser considerado como un posible candidato a presidir la Asamblea Nacional durante el segundo bienio.
En 2018 presidió la comisión ocasional que tramitó dos reformas legales para viabilizar la consulta popular del 4 de febrero. En 2019 presidió la Comisión de Régimen Económico y su regulación y control. También fue Presidente del Frente Parlamentario de Cooperación Internacional para la Reactivación Económica y miembro del Grupo de Amistad Ecuador – Italia.
Para el mismo que inició el gobierno de Moreno, comenzó con los trámite para inscribir el Movimiento Mejor Emprendimiento, Justicia, Oportunidades Reales (MEJOR) con carácter provincial, consiguiendo la personeria jurídica el 18 de mayo de 2018. Tras esto, su nuevo movimiento se alió con AP en las elecciones de 2019.

### Enjuiciamiento y renuncia
La madrugada del viernes 5 de junio, se realizó una serie de allanamientos en Quito, Portoviejo y Bahía de Caráquez en el caso del hospital de Pedernales, en los cuales fueron detenidos Mendoza y René Tamayo, director del SECOB, por el presunto delito de delincuencia organizada. Mendoza fue trasladado desde Portoviejo hasta Quito para la audiencia de formulación de cargos en su contra, donde se le dictó prisión preventiva.
En sesión virtual, el 8 de junio, el Consejo de Administración Legislativa (CAL) suspendió a Mendoza y principalizó a su alterna, Pinuccia Colamarco. El 1 de julio renunciara a su cargo.

## Libros
- Estrategias de Marketing Comprobadas para Expandir su Negocio (2011).